# Юскавидж, Лиза
Лиза Юскавидж (англ. Lisa Yuskavage; род. 1962) — американская художница. Известна благодаря своим работам в фигуративном стиле, в которых «неблагородные» объекты изображены классическими методами живописи.
Живёт и работает в Нью-Йорке.

## Образование
Юскавидж родилась в 1962 году в Филадельфии, штат Пенсильвания. Прошла обучение в Школе искусств Тайлера при Университете Темпл, включая обучение на третьем курса по программе Школы искусств Тайлера в Риме. В 1984 году получила степень бакалавра искусств, а в 1986 году — степень магистра MFA в Йельской школы искусств.

## Творчество
С начала 1990-х годов Юскавидж начала ассоциироваться с возрождением фигуративного искусства в современной живописи. Критик Роберта Смит написал о картинах художницы: «Для работ мисс Юскавидж характерна комбинация смешанных подсознательных сообщений, восхитительно искусственного цвета и откровенной сексуальности, а также путь от возвышенной культуры к низкой, а дальше ещё ниже».
Творчество Юскавидж характеризуется её постоянным увлечением историей живописи и, в частности, жанром ню. Но на её картинах также присутствуют пейзажы и натюрморты, причем все три жанра, часто, появляются в одной работе. Уникальное использование цвета Юскаваге, берет истоки в техниках Ренессанса, а также в живописи цветового поля. В качестве источников вдохновения она ссылается на, в том числе, на итальянского художника Джованни Беллини, голландского художника Иоганна Вермеера и французского художника Эдгара Дега.
Теоретически, её картины связаны с психологическими теориями наблюдения, такими как взгляд. Однако, сложность, присущие её картинам, отрицает единственную интерпретацию. Куратор и критик Кристиан Виверос-Фаунэ объясняет: «Творчество Юскавидж … успешно именно в той степени, в которой оно отказывается быть привязанным к какому-либо из многочисленных противоречивых значений. 'Я только заряжаю оружие', как любит говорить Юскавидж, тем кто настаивает на детальном рассмотрении картин в качестве объяснения».
В 2006 году её картины были распроданы до открытия выставки в Нью-Йорке, а одна из работа была продана с аукциона за более чем 1 миллион долларов.
В сентябре 2015 года в Музее искусств роз Университета Брандейс в Уолтеме, штат Массачусетс открылась выставка Lisa Yuskavage: The Brood, на которой были работы художницы за более чем 25 лет.
Кроме того, художница снялась в фильме Метрополитен-музея, The Artist Project, выпущенного в марте 2015 года, в котором она обсуждает «Зеленый интерьер» Эдуарда Вюйара (1891).
Юскавидж сотрудничает с арт-галереями David Zwirner (Нью-Йорк) и Greengrassi (Лондон) У неё было четыре персональные выставки в David Zwirner и шесть персональных презентаций в Greengrassi..

## В популярной культуре
Работа Юскавидж Half-Family была показана в 4-м эпизоде 2-го сезона 2 («Линч Пин») сериала Секс в другом городе.
Её работа также упоминается в романе Кевина Квана «Богатая подруга Китая» из трилогии «Безумные богатые азиаты».
В фильме Тамары Дженкинс «Частная жизнь» 2018 года, главные герои Рэйчел (Кэтрин Хан) и Ричард (Пол Джаматти) утверждают, что являются хорошими друзьями с Юскавидж, чьи картины, подаренные им в качестве свадебного подарка, висят в их гостиной.

## Выставки

### Персональные выставки
- Lisa Yuskavage: Babie Brood: Small Paintings 1985—2018, David Zwirner Gallery[англ.], New York (2018)[19]
- Lisa Yuskavage: The Brood, Rose Art Museum[англ.], Brandeis University, Waltham, Massachusetts (2015)[20]
- Lisa Yuskavage, Королевская Гибернианская академия, Dublin (2011)
- Lisa Yuskavage, Museo Tamayo Arte Contemporáneo[англ.], Mexico City (2006)
- Lisa Yuskavage, Королевская академия художеств, Лондон (2002)
- Lisa Yuskavage, Центр современного искусства, Женева (2001)
- Lisa Yuskavage, Институт современного искусства, Филадельфия (2000)

## Коллекции
Музейные коллекции, в которых хранятся работы художницы, включают Чикагский художественный институт; Gemeentemuseum, Гаага; Музей Молота, Лос-Анджелес; Музей и Сад скульптур Хиршхорна, Вашингтон, округ Колумбия; Музей современного искусства, Лос-Анджелес; Музей современного искусства, Нью-Йорк; Музей современного искусства Сан-Франциско; Уокер Арт Центр, Миннеаполис, Миннесота; Музей американского искусства Уитни, Нью-Йорк.

## Награды
- Грант Фонда Тиффани (1996)
- Почетная грамота ко Дню основателя, Школа искусств Тайлера, Филадельфия (2000)
- Премия Галерея успеха Университета Темпл, Темплский университет, Филадельфия (2005)[21].

## Публикации
- Lisa Yuskavage: The Brood, Paintings 1991—2015. Texts by Christopher Bedford, Suzanne Hudson, Catherine Lord, Siddhartha Mukherjee, and Katy Siegel. Published by Skira Rizzoli, New York, 2015. ISBN 978-0-8478-4648-1
- Lisa Yuskavage. Published by David Zwirner, New York, 2006. ISBN 09769136580976913658]
- Lisa Yuskavage. Texts by Tobias Ostrander and Christian Viveros-Fauné. Published by Museo Tamayo Arte Contemporáneo, Mexico City, 2006. ISBN 9789685979146
- Lisa Yuskavage. Text by Tamara Jenkins. Published by Abrams Books, New York, 2004. ISBN 9780810949577
- Lisa Yuskavage. Texts by Claudia Gould, Marcia B. Hall, and Katy Siegel. Published by the Institute of Contemporary Art, University of Pennsylvania, Philadelphia, 1999. ISBN 0884540979
- Lisa Yuskavage. Texts by Chuck Close and Faye Hirsch. Published by Smart Art Press, Santa Monica, California, 1996. ISBN 9780964642652